# アレクサンドル・アクショーノフ
アレクサンドル・ニキフォロヴィチ・アクショーノフ（ロシア語: Александр Никифорович Аксёнов、1924年10月9日 – 2009年9月8日）、民族名アリャクサンドル（アリャクサンダル）・ニチュイパラヴィチ・アクショーナウ（ベラルーシ語: Аляксандр (Аляксандар) Нічыпаравіч Аксёнаў）は、ソビエト連邦の政治家・外交官。

## 生涯
1924年10月9日、ロシア社会主義連邦ソビエト共和国ゴメリ県クントロフカ (ru) で生まれたベラルーシ人。1939年からゴメリ教育学校に通い1941年に卒業。同年にチカロフ州へ疎開し、翌1942年8月までガヴリーロフ地区のコルホーズ「プロレタルスカヤ・シーラ」でトラクター部門会計士をしていたが、同月から赤軍チカロフ歩兵学校で学び、1943年1月に卒業。その後スターリングラード戦線と南部戦線の第49防衛狙撃師団 (en) 小隊司令官として戦った。1943年3月に負傷・入院し、8月に除隊した。
同月から翌1944年2月までガヴリーロフ地区のイズャク・ニキーチノ小学校校長を務め、1944年から翌1945年5月まで全連邦コムソモール・ガヴリーロフ地区委員会第一書記、白ロシア・コムソモール (be)・バラーノヴィチ州委学校部副部長、バラーノヴィチ市委第一書記を歴任。同年から全連邦共産党に入党し、5月から1950年2月までコムソモール・バラーノヴィチ州委書記、同月から1953年まで同委第一書記、同年から翌1954年まで中央委書記および第二書記、1954年から1957年まで第一書記を務めた。1956年12月27日から1959年10月22日までは全連邦コムソモール中央委 (ru) 書記でもあった。1957年には連邦共産党中央委附属高等党学校 (ru) を通信で卒業している。
1956年1月27日に白ロシア共産党中央委員 (be) となり、1986年1月30日までこれを務めた。1959年7月から翌1960年4月まで白ロシア共和国KGB (ru) 副議長、同月から1965年12月まで内務相および公共秩序維持相 (be)、3等内務将校 (ru)、同月から1971年7月21日まで党ヴィテプスク州委第一書記、同月16日から1978年12月4日まで中央委第二書記を歴任し、1971年7月16日から1983年6月29日までは中央委局員 (be)、1976年3月5日から1990年7月2日までは連邦共産党中央委メンバーでもあった。第23回から第27回までの連邦共産党大会にも出席し、白ロシア共和国最高会議 (ru) 代議員に第4期から第10期まで、連邦最高会議代議員にも第7期から第11期まで選出されている。1975年から1983年までは白ロシア共和国最高会議幹部会メンバーでもあった。
1978年12月11日から1983年7月8日までは白ロシア共和国閣僚会議議長、同月11日から1986年1月3日までは連邦駐ポーランド大使、同年から1989年まではソビエト・ポーランド友好協会理事会議長を務め、1985年12月16日から1989年5月16日までは連邦テレビ・ラジオ放送国家委員会議長として、テレビ業界の民主化に関わった。同年5月から年金生活に入り、政界からは退いて故郷ベラルーシのミンスクで暮らした。
2009年9月8日にミンスクで死去。同地のヴォストーチノエ墓地 (ru) に葬られた。その死に際しては、アレクサンドル・ルカシェンコ大統領が弔意を示した。

## 褒章
- レーニン勲章（4回）[2]
- 十月革命勲章[2]
- 祖国戦争勲章1等（1985年）[2]
- 労働赤旗勲章（2回）[2]
- 栄光勲章（ロシア語版）3等[2]
- 星指揮官勲章（ポーランド）[2]
- 外国からの6種のメダル[2]
- 白ロシア共和国最高会議からの表彰[2]
- ベラルーシ共和国閣僚会議からの表彰[2]